# Temporada 1997 del Campeonato de Galicia de Rally
La temporada 1998 fue la edición 19º del Campeonato de Galicia de Rally. Comenzó el 13 de abril en el Rally de Noia y terminó el 20 de septiembre en el Rally de Ferrol.

## Calendario
| N.º | Fecha            | Rally                   | Resultados |
| --- | ---------------- | ----------------------- | ---------- |
| 1   | 13 de abril      | 14º Rally de Noia       | Resultados |
| 2   | 3 de mayo        | 11º Rally Botafumeiro   | Resultados |
| 3   | 24 de mayo       | 31º Rally do Lacón      | Resultados |
| 4   | 7-8 de junio     | 10º Rally Narón Indunor | Resultados |
| 5   | 4-5 de julio     | 2º Rally do Cocido      | Resultados |
| 6   | 22-23 de agosto  | 6º Rally do Albariño    | Resultados |
| 7   | 20 de septiembre | 28º Rally de Ferrol     | Resultados |

## Clasificación
| Pos. | Piloto            | 1 NOI | 2 BOT | 3 LAC | 4 NAR | 5 COC | 6 ALB | 7 FER | Ptos. |
| ---- | ----------------- | ----- | ----- | ----- | ----- | ----- | ----- | ----- | ----- |
| 1.   | Javier Piñeiro    | 1     | 1     | 2     | 1     | 1     | 3     |       |       |
| 2.   | Javier Paz        |       | 3     | 1     |       | 2     | 2     | 1     |       |
|      | Manuel Senra      | Ret   | 2     | Ret   |       |       | 1     | Ret   |       |
|      | Germán Castrillón | Ret   | 4     |       | 2     |       |       | Ret   |       |
|      | Julio Doce        | 5     |       |       | 3     |       |       |       |       |
|      | Toño Villar       | 5     |       | Ret   |       | 3     | 5     |       |       |
|      | Manel López       |       |       |       | 4     |       |       | 2     |       |
|      | Sergio Vallejo    | 2     |       |       |       |       |       |       |       |